# Guêpière
Ne doit pas être confondu avec Guêpier.

Forme courante de guêpière

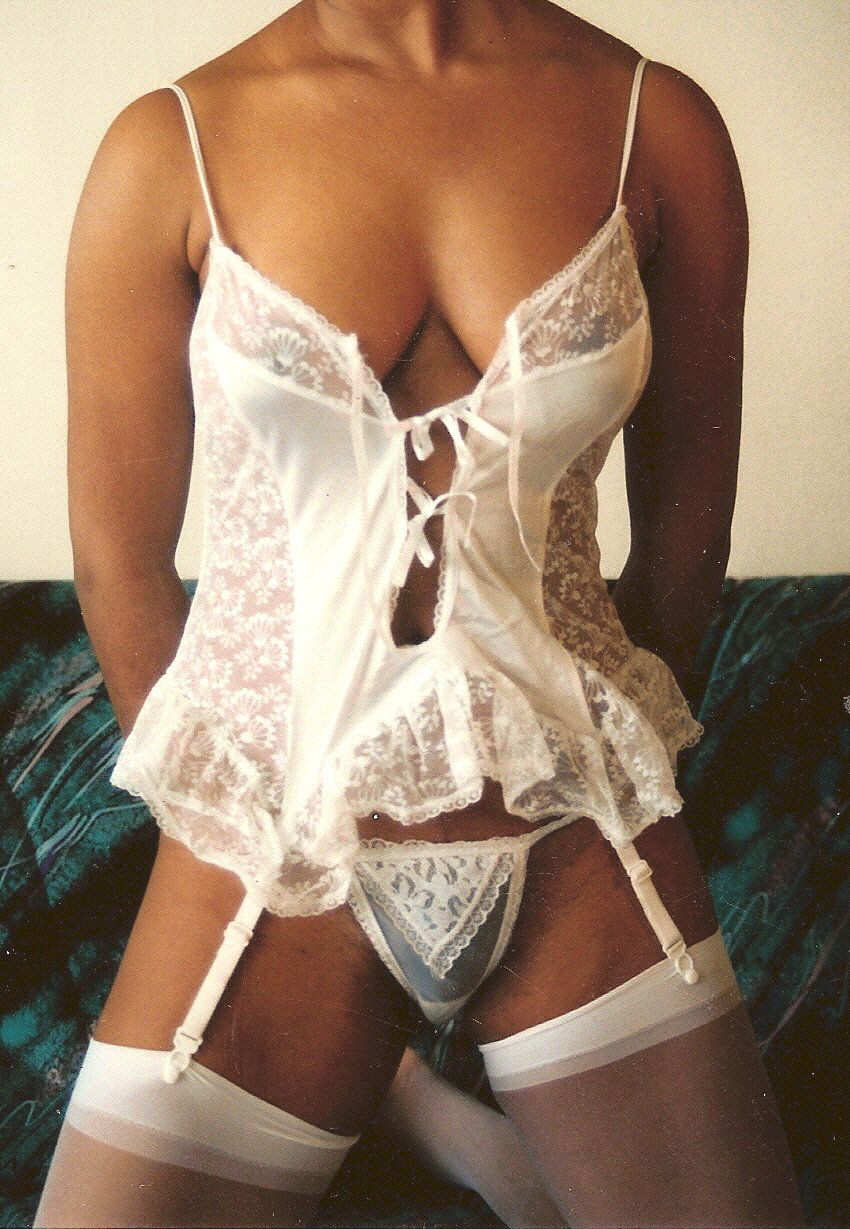
Une guêpière blanche

Une guêpière est un sous-vêtement féminin du domaine de la corseterie qui peut regrouper les fonctions du corset et du porte-jarretelles, et dont la principale utilité est de modeler la silhouette en l'affinant comme avec une gaine et lui donner ainsi l’apparence d’une « taille de guêpe ».
Lorsque la guêpière est une pièce de lingerie, elle désigne souvent un soutien-gorge rattaché par une pièce de tissu à un porte-jarretelles et couvrant la taille.

## Description
Lorsqu'elle désigne un vêtement possédant des baleines de fer :
- Elle est souvent de la taille d'une grosse ceinture
- Elle possède comme le corset un système de lacet permettant une réduction efficace de la taille
- Son but principal est de ne pas être visible portée en dessous des vêtements, tout en modifiant la forme du porteur

Lorsqu'elle désigne une pièce de lingerie :
- Comme le bustier et le soutien-gorge à balconnets, elle soutient la poitrine en renforçant le volume, moulant le buste, et peut se fixer sur les épaules au moyen de bretelles.
- Elle cherche parfois à affiner la taille, cependant son rôle est plus visuel qu'anatomique, en effet il est rare qu'une guêpière ait la structure nécessaire à une véritable réduction de taille. Les attaches (agrafes) se trouvent le plus souvent dans le dos, et les baleines, lorsqu'elles sont présentes, sont en plastique.
- Comme le porte-jarretelles, elle est munie de paires d'attaches, appelées jarretelles, servant à fixer les bas, mais prend moins appui sur les hanches.

## Historique
La guêpière est un sous-vêtement féminin issu de la combinaison du corset, du soutien-gorge et du porte-jarretelles.
Depuis les années 1920 et jusqu'à la Seconde Guerre mondiale, les dessous étaient souvent constitués d'une gaine rigide et moulante avec des jarretelles, et d'un soutien-gorge avec des bonnets en forme d'ogive. Après la guerre, le New Look remet au goût du jour la taille très marquée et fine. Pour obtenir cette silhouette, une nouvelle pièce de lingerie est créée : la guêpière, parfois appelée aussi « combiné-gaine ». Elle bénéficie des avancées et découvertes de l'industrie du textile, en particulier du nylon qui permet de créer de la lingerie légère et extensible.
La guêpière devient ainsi un élément indispensable du New Look de Christian Dior qui précise : « pas de mode sans sous-vêtements. » Seins hauts, épaules arrondies, hanches galbées, taille fine : ces caractéristiques féminines sont accentuées par la guêpière. Certains grands couturiers, dont Dior, créent des robes avec des sous-vêtements intégrés. Le plus souvent, ces guêpières internes sont en tulle de coton avec des baleines métalliques.
L'invention de la guêpière est attribuée à Marcel Rochas vers 1945, qui aurait créé cet article de lingerie pour l'actrice américaine Mae West. les premiers modèles sont fabriqués par la corsetière Marie-Rose Lebigot.
Tout comme les bas, la guêpière a vu son utilisation disparaître avec la révolution féministe dans les années 1960, et l'apparition des collants et du pantalon pour les femmes.
De nos jours, il existe des guêpières en tulle, en dentelle, en matières synthétiques.